# Son Negre (Felanitx)
Son Negre és un llogaret de poblament dispers del terme de Felanitx situat a la part sud-occidental del terme, al límit amb el terme de Campos i no lluny de Cas Concos.

## Descripció
Està situat al límit amb el terme de Campos. De la vila s'hi arriba pel camí de Son Negre, que surt del polígon industrial de Son Colom; de Campos s'hi arriba per la carretera de Felanitx, i de Cas Concos hi ha un camí que hi arriba.
El nucli de la població està conformat per sis cases: Can Ramonet, Can Soleret, Can Banya, Can Negre, Can Prim i Can Tià de la Capella. A més, té un bon grapat de cases disseminades: Can Tribunal, Can Forn, Can Frare, Can Raconera, Cal Corso, Can Salines, Cal Pagès, Can Sard, Can Pota, Can Felia, Cal Coix, Son Pinta, Son Dimoni, Can Rave, Ca na Perennàssia, Can Pou Nou, les Cases Noves, Ca l'Extremenyo, els Garrovers...

## Història
L'any 1817 va esser inaugurat un oratori públic dedicat a la Immaculada Concepció, restaurat a principis del segle xx i erigit el 1938 com a vicaria in càpite.
El 1924, a iniciativa de l'inspector Joan Capó, el govern creà una escola rural i l'any següent els veïns, ajudats per l'ajuntament, construïren l'edifici, que durant anys acollí als al·lots i al·lotes d'aquest llogaret. El 1974, l'escola fou suprimida, i actualment els al·lots van a escola a la Vila i l'edifici s'empra com a punt de trobada a les festes de sant Antoni i altres actes socioculturals.

## Cultura
Per les festes de Sant Antoni, en un determinat divendres, se sol representar a l'escola de Son Negre una obra de teatre («sa comèdia»), on sol assistir gent de Son Negre, Felanitx i, a vegades, d'altres indrets. L'endemà de la comèdia segueix un fogueró en honor de sant Antoni (com en molts llogarets de Felanitx i altres indrets de l'illa), on es beu vi i es torren llangonisses, botifarrons i xulla. Havent sopat, qui vol pot afegir-se al ball popular al pati de l'escola o al ball de saló que es gaudeix dins l'escola. El diumenge es duen a beneir els animals a l'església i passen les carrosses, tractors amb un remolc decorat i gent damunt que diu gloses.